# Головань, Владимир Александрович
Владимир Александрович Головань (1870— 1941) — главный библиотекарь Государственного Эрмитажа.

## Биография
Родился 8 июня 1870 года[по какому календарю?] в Красном Селе в семье Александра Захаровича и Прасковьи Панкратьевны Голованей. Был крещён 14 июля в Троицкой Красносельской церкви. В семье, кроме Владимира, были ещё дети: Мария (ок. 1869 — ?), Сергей (1872—1927), Александр, Елизавета (1877 — после 1904), Павел (1880—1915).
Среднее образование получил в Императорской Николаевской Царскосельской гимназии.
Окончил в 1894 году историко-филологический факультет Императорского Санкт-Петербургского университета и был оставлен при нём для подготовки к профессорскому званию. Предпринял ряд заграничных поездок в Германию, Францию, Италию для исследования художественных памятников и разработки темы о генезисе культуры Ренессанса. Выполнял поручения Г. В. Форстена и А. С. Лаппо-Данилевского по работе в зарубежных архивах, в том числе в архивах Ватикана во время двухлетнего пребывания в Италии в 1903—1905 годах. Слушал в Римском университете лекции Вентури и Хермани.
Преподавал в средних учебных заведениях Петербурга: гимназиях кн. Оболенской (1895—1920), А. Я. Гуревича, школе Карла Мая, школе Левицкой в Царском Селе.
В марте 1906 году стал выборщиком в Государственную думу от Царскосельского уезда и кандидатом от кадетской партии.
С 1907 года с перерывами преподавал на Бестужевских курсах, участвовал в экскурсионных путешествиях слушательниц по Европе, организованных И. М. Гревсом. С 1907 года (до 1918) читал курсы по истории искусства и быта на драматических курсах при Петербургском театральном училище, проводил со студентами училища занятия в залах Эрмитажа.
В 1909—1911 годах снова работал в Европе: в Национальной библиотеке Франции занимался историей книжных миниатюр.
Стоял у основания Института истории искусств (ГИИИ), где в 1913—1919 годах вёл курсы: «Введение в изучение рукописей позднего средневековья»; «Итальянская пластика XII-XIV вв.»; «Итальянская пластика накануне Возрождения»; «Введение в изучение французской миниатюрной живописи позднего Средневековья», «Введение в изучение искусства»; проводил также практические занятия и семинары. До 1927 года состоял членом факультета истории изобразительного искусства ГИИИ, профессором по кафедре средневекового искусства, заведовал фотолабораторией. В 1918—1919 годах читал «Курс практической эстетики» на летних курсах для преподавателей средних и высших учебных заведений.
В 1914 году работал в Публичной библиотеке, описал и сделал фотокопии миниатюр XIII века фонда западноевропейских иллюминированных рукописей.
В июне 1917 года был принят в Эрмитаж ассистентом при Отделении драгоценностей с откомандированием в Отделение Средних веков и эпохи Возрождения, в январе 1919 года был назначен заведующим библиотекой Эрмитажа. В 1929 году выступил против догматического понимания марксизма и в 1931 году был уволен. Кроме этого, в 1921—1930 годах преподавал на кафедре истории и теории изобразительного искусства Петроградского университета (ЛГУ).
Умер в 1941 году.